# سد ملاصدرا
سد ملاصدرا  در بخش سده روی سر شاخه‌های رود کر احداث شده‌است.

## مشخصات سد
سد ملاصدرا از نوع سنگریزه‌ای با هستهٔ نفوذناپذیر و ارتفاع ۷۲ متر از بستر رودخانه است که طول تاج آن ۶۳۰ متر و عرض تاج آن ۱۰ متر است. حجم خاکریزی سد ۲٫۶ میلیون متر مکعب بوده و گنجایش مخزن آن ۴۰۰ میلیون متر مکعب است. عملیات ساختمانی سد از سال ۱۳۸۱ آغاز شد.
سر ریز این سد حدود یک میلیون متر مکعب خاک‌برداری و سنگبرداری انفجاری داشته‌است.
حجم خاکبرداری بدنه سد ۷۰۰ هزار متر مکعب و حجم خاکریزی ۲ میلیون و ۸۰۰ هزار متر مکعب بوده‌است.
نیروگاه این سد با توان ۱۰۰ مگاوات در ۳ کیلومتری پایین دست سد قرار دارد. نیروگاه برق آبی ملاصدرا به ظرفیت ۱۰۰ مگاوات دارای دو توربین از نوع فرانسیس با محور عمودی است که قابلیت تولید سالیانه ۱۸۰ میلیون کیلووات ساعت انرژی پیک را داراست.
کارفرمای این طرح شرکت آب منطقهٔ فارس است و تأمین‌کنندگان مالی آن بانک صادرات ایران شعبهٔ فرانکفورت و اگزیم بانک چین هستند.
پیمانکار این طرح شرکت ملی ساختمان و ناظر سد و نیروگاه شرکت مهندسین مشاور سکو بوده‌است.

## اهداف احداث سد
سد و نیروگاه برق‌آبی ملاصدرا با هدف تأمین آب برای بهبود بهره‌برداری از اراضی کامفیروز تولید سالیانه ۱۷۰ میلیون کیلووات ساعت پیک، کنترل سیلاب‌های رودخانهٔ کر و کاهش سیلاب‌های سرریزی از سد درودزن، رفع کمبود آب تحویلی به شبکه‌های وسیع زراعی در پایین دست سد درودزن و تأمین آب شرب و صنعت شهر شیراز، بر روی رودخانهٔ تنگ براق در بخش سده ساخته شده‌است.